# África do Sul nos Jogos Olímpicos de Verão de 2020
A África do Sul está representada nos Jogos Olímpicos de Verão de 2020 por um total de 173 desportistas que competem em 16 desportos. Responsável pela equipa olímpica é o Comité Olímpico e Confederação Desportiva da África do Sul, bem como as federações desportivas nacionais da cada desporto com participação.
Os portadores da bandeira na cerimónia de abertura foram o nadador Chad le Clos e a jogadora de hóquei em campo Phumelela Mbande.

## Medalhistas
A equipa olímpica da África do Sul obteve as seguintes medalhas:
| Nome                | Desporto | Competição     |
| ------------------- | -------- | -------------- |
| Ouro                |          |                |
| Tatjana Schoenmaker | Natação  | 200 m bruços F |
| Prata               |          |                |
| Tatjana Schoenmaker | Natação  | 100 m bruços F |
| Bianca Buitendag    | Surf     | Individual F   |
| Bronze              |          |                |
| —                   |          |                |